# Свети Никола (Секирник)
Вижте пояснителната страница за други значения на Свети Никола.
„Свети Николай Чудотворец“ или „Свети Никола“ (на македонска литературна норма: „Свети Никола“, „Свети Николај“) е католическа църква в струмишкото село Секирник, Северна Македония. Църквата е част от източнокатолическата Струмишко-Скопска епархия.
Енорията е основана след като българите униати от Кукушко са прогонени от гръцката войска по време на Междусъюзническата война в 1913 година и се установяват в Струмишко, което остава в България. Пръв свещеник на енорията е отец Георги Стоянов.
Проектът за строеж на църквата започва в 1999 година, но седем години местното население се съпротивлява с аргумента, че в Секирник няма католици. През юни 2006 година след дълги преговори, в които участват и представители на държавата и на Македонската православна църква строежът започва. Църквата е осветена на 8 декември 2007 година от апостолическия нунций Сантос Абрил и Кастельо.